# Coluber taylori
Coluber taylori là một loài rắn trong họ Rắn nước. Loài này được Parker mô tả khoa học đầu tiên năm 1949.